# Markus Tannheimer
Markus Tannheimer (* 27. Juli 1969 in Sonthofen) ist ein deutscher Arzt und Alpinist.

## Leben
Tannheimer wuchs in Sonthofen im Allgäu auf. Am 1. Juni 1989 trat er als Sanitätsoffiziersanwärter in das damalige Gebirgssanitätsbataillon 8 in Kempten (Allgäu) ein. Vom 23. April 1997 bis 31. Juli 1999 war er in der Abteilung Chirurgie im Bundeswehrkrankenhaus in Ulm (BWK Ulm) eingesetzt. Seine Dissertation mit dem Titel: Hypoxämie und Höhensymptomatik während der deutsch-pakistanischen Forschungsexpedition zum Broad Peak schloss er am 23. Mai 1997 mit der Bewertung magna cum laude ab. Nach seiner Zeit beim BWK Ulm trat er die Stelle als Truppenarzt beim Gebirgsjägerbataillon 233 in Mittenwald an. Daran anschließend bis 1. Mai 2002 war er Truppenarzt an der Gebirgs- und Winterkampfschule Mittenwald. Danach kehrte der Oberstabsarzt an das BWK Ulm in die Abteilung Chirurgie zurück.
Ab Januar 2009 war er dort als Oberarzt für Allgemein-, Viszeral- und Thoraxchirurgie tätig und wurde am 19. Mai 2010 zum Oberfeldarzt befördert. Seit seinem Ausscheiden als Zeitsoldat am 30. September 2012 arbeitet er als leitender Oberarzt in der Allgemein- und Visceralchirurgie der ADK-Klinik in Blaubeuren.
Tannheimer hat eine Zusatzausbildung als Einzelkämpfer (Lehrgangsbester, 3. Oktober 1991) und als Heeresbergführer (8. April 2001). Er ist verheiratet und Vater dreier Kinder.

### Expeditionen und Erstbesteigungen
- Expedition zum Mount McKinley, 2003
- Expedition zum Yasghil Sar, 2004
- Expedition zum Shimshal Whitehorn, 2006 zusammen mit Alexandra Robl und Matthias Robl[1] dabei vier weitere Erstbesteigungen[2] Kunjlaghsh Sar (5200 m), Erstbesteigung Chukurthadest Sar (5366 m), Erstbesteigung Sunrise Peak East (5559 m), Erstbesteigung Shimshal Whitehorn (6304 m)[3], 2006
- Internationale Expedition des Kommando Spezialkräfte zum Mount Mc Kinley, 2008
- Internationale Expedition des Kommando Spezialkräfte in die Cordillera Blanca, Peru, 2010

### Wissenschaftliche Auszeichnungen
Tannheimer erhielt zwei wissenschaftliche Preise der Deutschen Gesellschaft für Wehrmedizin und Wehrpharmazie:
- Hans-Hartwig-Clasen-Förderpreis 2002  für Pulsoxymetrischer Belastungstest zur Beurteilung der individuellen Höhenakklimatisation und
- Paul-Schürmann-Preis 2009 für Asymmetrisches Dimethylarginin erlaubt die Identifizierung höhenkrankheitsanfälliger Soldaten.
- Habilitation im Fach Sportmedizin an der Universität Ulm am 22. Oktober 2019
- Ernennung zum außerplanmäßigen Professor der Universität Ulm am 4. November 2024

## Veröffentlichungen
- mit Roland Geue, Dorothée Heister und Christian Willy: Spektrum der Operationen in deutschen Sanitätseinrichtungen in Afghanistan im Jahr 2008. In: Christian Willy (Hrsg.): Weltweit im Einsatz – der Sanitätsdienst der Bundeswehr 2010. Auftrag – Spektrum – Chancen. Beta, Bonn 2009, 335 Seiten, ISBN 978-3-927603-91-2, S. 134–143.